# Somolinos
Somolinos è un comune spagnolo di 31 abitanti (2022) situato nella comunità autonoma di Castiglia-La Mancia.